# 高血糖
高血糖（英語：Hyperglycemia）是指过量葡萄糖在血浆中堆积的情况。一般指空腹血糖水平高于6.9mmol/L或餐后2h血糖水平高于11.1mmol/L，但在血糖升到15-20mmol/L之前症状都不明显。

## 病因与发病机制
高血糖包括生理性高血糖和病理性高血糖。当血糖超过肾糖阈9.0mmol/L(160mm/dl)时则会出现尿糖。
生理性高血糖是指机体在应激以及一次性摄入大量的糖时，引起血糖短暂升高及出现尿糖。这不会对机体造成明显的损害。
病理性高血糖是指血液中葡萄糖的浓度长期高于正常水平。
高血糖症最常见于糖尿病。糖尿病是以糖、脂、蛋白质代谢紊乱为主要特征的慢性代谢性疾病，可引起眼、肾、神经、心血管等组织器官的慢性进行性病变，组织脏器功能减退及衰竭，导致多系统损害。
高血糖症常见于胰岛素质或量的缺陷、胰岛素抵抗、胰岛素拮抗激素分泌失调等。

### 胰岛素质或量的缺陷
胰岛素由胰岛β细胞产生。胰岛素是体内唯一降低血糖的激素，也是体内唯一同时促进糖原、脂肪和蛋白质合成的激素。
胰岛素质和量的缺陷往往是由胰岛素基因突变以及胰岛β细胞进行性损伤所导致。主要原因包括免疫因素、遗传因素及环境因素。
胰岛β细胞进行性损伤是胰岛素生成或分泌不足的关键环节。包括胰岛β细胞免疫损伤、自身抗体形成以及胰岛β细胞凋亡。其中细胞免疫异常在胰岛β细胞自身免疫性损伤过程中发挥了重要作用，T淋巴细胞、B淋巴细胞、NK细胞、巨噬细胞和粒细胞均参与了胰岛的炎症损伤反应。胰岛β细胞凋亡也在糖尿病中起重要作用，细胞因子IL-1是胰岛β细胞凋亡的重要效应因子。
遗传易感性在胰岛素质或量的缺陷中起重要作用。如胰岛素基因点突变可引起胰岛素一级结构的改变、高级结构的异常，导致其与受体结合能力或生物活性的降低甚至丧失。此外某些相关基因如HLA、CTLA-4等的突变可促发或加重胰岛β细胞自身免疫性损伤。
病毒感染、化学损伤和饮食等因素也会导致胰岛素质或量的缺陷。

### 胰岛素抵抗
主条目：胰岛素抵抗

胰岛素抵抗是指胰岛素作用的靶组织和靶器官对胰岛素生物作用的敏感性降低，引起高糖血症，而血液中的胰岛素含量正常或高于正常。

### 胰岛素拮抗激素失调
胰高血糖素、肾上腺素、糖皮质激素和生长激素等均属于胰岛素拮抗激素，他们具有升高血糖的作用。其中胰高血糖素是维持血糖稳态最主要的胰岛素拮抗激素。
胰高血糖素的分泌受血糖浓度负反馈调节，胰岛素通过降低血糖而间接促进胰高血糖素分泌，也可通过旁分泌方式直接作用于胰岛α细胞以抑制其分泌。交感神经兴奋也促进胰高血糖素分泌。
高胰高血糖素导致肝糖原分解和糖异生过多，是高血糖症发病的重要环节。
胰岛素拮抗激素失调的情况包括：
- 胰岛素缺乏导致IRS-1/PI3K途径对胰高血糖素分泌的抑制作用减弱
- 长时间高血糖可降低胰岛α细胞对血糖的敏感性，导致葡萄糖反馈抑制胰高血糖素分泌的能力下降或丧失
- 胰高血糖素对胰岛β细胞的作用异常，这种异常表现为胰高血糖素对胰高血糖素受体和胰高血糖素样肽受体(GLP-1)的作用异常
- 胰岛α细胞的胰岛素抵抗

### 其他因素
包括肝源性高血糖、肾源性高血糖、应激性高血糖、内分泌性高血糖、妊娠性高血糖、药物性高血糖。此外，高脂血症、某些肌损伤、有机磷中毒等也可引起高血糖。

## 对机体的影响

### 高渗性脱水和糖尿
高血糖可引起细胞外液渗透压增高，从而使得水从细胞内转移到细胞外，导致细胞内液减少，引起细胞脱水。如若是脑细胞脱水可引起高渗性非酮症糖尿病昏迷。
与此同时，如若血糖浓度高于肾糖阈，则会使得葡萄糖在肾小球的滤过超过肾小管的重吸收，使得肾小管液中葡萄糖浓度升高、渗透压升高，从而阻止了肾小管重吸收水，出现渗透性利尿，进而出现脱水和糖尿。

### 物质代谢紊乱
肝、骨骼肌、脂肪组织等效应器官对葡萄糖的摄取、利用减少，肝糖原分解加强。这主要是由于胰岛素质或量的缺陷或者胰岛素活性降低。同时脂肪组织从血液中摄取甘油三酯减少，脂肪合成减少。脂蛋白酶酶活性降低，血中游离脂肪酸和甘油三酯浓度升高。蛋白质的合成也减少，分解加速，出现负氮平衡。

### 酮症酸中毒
由于高糖血症，机体并不能充分利用血糖，故脂肪分解加速，血中游离脂肪酸增多，酮体生成增多，超过了机体对酮体的利用，大量酮体堆积在体内进而发展为酮症酸中毒和高钾血症。

### 对心血管系统的影响
包括微血管病变和大血管病变。
微血管典型病变包括微循环障碍和微血管基底膜增厚。这主要发生在视网膜、肾、神经和心肌组织。其中应当重点关注高血糖肾病和视网膜病。
大血管病变可导致动脉粥样硬化的发生。

### 对神经系统的影响
包括外周神经病变和自主神经病变。这与高血糖所导致的代谢或渗透压张力改变有关。高血糖是急性脑损伤的风险因素之一。

### 对免疫系统的影响
主要表现为吞噬细胞的功能降低。

### 对血液的影响
高血糖会引起血液凝固性增高，从而促进血栓形成。

### 对晶状体与视网膜的影响
长期高血糖可导致晶状体肿胀，出现空泡，同时某些透明蛋白变性、聚合、沉淀，导致白内障。这是高血糖最常见的微血管并发症之一。

### 对肾脏的影响
主要表现为蛋白尿、水肿、电解质平衡紊乱、高血压和氮质血症。

### 肢端坏疽
主条目：糖尿病足
肢端坏疽，也称糖尿病足，是糖尿病最严重的并发症之一。主要表现为进行性肢端缺血、手足麻木及溃烂坏死。

### 对其他器官、系统的影响
皮肤会出现萎缩性棕色斑、皮疹样黄瘤。也会出现关节活动障碍、骨质疏松等。

## 预防及治疗
主条目：糖尿病
参见该条目下的“治疗和生活、饮食控制”。